# センシンレン
センシンレン（穿心蓮）、アンドログラフィス・パニクラータ（Andrographis paniculata）とは、キツネノマゴ科の一年生植物であり、インド、スリランカ原生のハーブおよび薬草。サンビロートと呼ばれるほか、国ごとの呼び名もある（後述）。
センシンレンは高さ20cm-1mくらいまでの中型の一年草で、東南アジアから中華人民共和国（中国）にかけて広く分布する。茎の先端に円錐状の花序を付けてたくさんの花を咲かせる。花の直径は約1cmで、白色に赤紫色の斑点がつく。果実は長さ2cmくらいの朔果で、中には10個ほどの橙色の種子が入っている。
南アジアや東南アジアにおいて広く栽培されており、伝統的に、感染症やいくつかの疾患治療として使われてきた。主に根や葉が薬用として用いられ、いくつかの場合では植物全体が用いられる。
タイ王国では風邪の治療などに「ファータライジョーン（ファータライチョン）」として利用され、インドネシアでは強壮薬として「ジャムー」と呼ばれる民間の薬用ドリンクに加えられている。インドや中国では風邪や肺炎、毒蛇の咬傷など様々な病気の治療に使われている。インド伝統的医学であるアーユルヴェーダでもセンシンレンは頻繁に利用されている。
ベトナム語では xuyên tâm liên と呼ぶ。

## 特徴
センシンレンは湿った日陰の場所で育ち、30-110cmまで成長する。

根、葉、全ての部分において非常に苦く、インドではking of bitter「苦味の王様」といわれている。アーユルヴェーダのハーブとしてはKarmeg（カルメグやカラメガ）として知られており、「地球の胆汁」と呼ばれることもある。

## 利用

### 伝統医学
古代以来、センシンレンはシッダ医学やアーユルヴェーダなど、インドの伝統医学において用いられてきた。シッダ医学の薬局方ではNilavembu kudineer choornam" が存在し、センシレンはその主成分である。
メイヨークリニック代替医学書においては「特定の植物（エゾウコギ）と組みわせることにより、風邪の症状・期間を改善しうる」と記載されている。さらに加えて「妊婦は流産しうるので使用してはならない」と記載されている。

### 医療用途
信奉者によれば、米国家庭医学会（AAFP）の風邪のガイドラインでは、センシンレンは、成人の風邪の持続期間や重症度を改善しうるとしている。あるコントロール治験では、センシレンは上気道感染症の症状を改善しうる根拠があるとしている。
一方で、国立健康・栄養研究所の当該項目によれば、がんへの治療は根拠が一切確認されていない。
カナダ保健省はセンシンレンを含む製品を使用しないように、また、使用して体調に不安を感じている場合は医療機関を受診するように勧告した。
オーストラリア医療製品管理局（TGA）は、センシンレンを含む製品について、アナフィラキシーを含むアレルギー症状発症のリスクがあるとして注意喚起を行った。また、オーストラリアTGAはセンシンレンを含む製品を使用して体調に不安を感じている場合は医療機関を受診するように勧告している。
タイでは新型コロナウイルス感染症の軽症者へ使用されているが、非服用者との比較など医学的裏付けが不十分と指摘されている。

### 化学
センシンレンの葉より抽出される主成分はアンドログラフォリドであり、Gorter（1911）によって単離された。
既知の成分は:
- "14-Deoxy-11-dehydroandrographolide, Plant
- 14-Deoxy-11-oxoandrographolide, Plant
- 5-Hydroxy-7,8,2',3'-Tetramethoxyflavone, Plant
- 5-Hydroxy-7,8,2'-Trimethoxyflavone, Tissue Culture
- Andrographine, Root
- Andrographolide, Plant
- Neoandrographolide, Plant
- Panicoline, Root
- Paniculide-A, Plant
- Paniculide-B, Plant
- Paniculide-C, Plant"

## 関連文献
- Germplasm Resources Information Network: Andrographis paniculata
- Coon, JT; Ernst, E (2004). “Andrographis paniculatain the Treatment of Upper Respiratory Tract Infections: A Systematic Review of Safety and Efficacy”. Planta Medica 70 (4):  293–8. doi:10.1055/s-2004-818938. PMID 15095142.
- Mishra, S. K.; Sangwan, N. S.; Sangwan, R. S (2007). “Andrographis paniculata (Kalmegh): a review”. Pharmacognosy Reviews 1 (2):  283.